# Як вбити свою дружину
«Як вбити свою дружину» (англ. The Blue Max) — американська чорна кінокомедія 1965 року режисера Річарда Квайна.

## Сюжет
Стенлі Форд (Джек Леммон) — автор популярних коміксів про пригоди секретного агента Беша Браннігана. На парубоцькій вечірці свого друга він з першого погляду закохується в італійську модель (Вірна Лізі), яка з'явилася з паперової коробки для торту і навіть не розмовляє англійською. Перебуваючи в нетверезому стані, він пропонує їй одружитися, а присутній на вечірці п'яний суддя (Сідні Блекмер) скріплює союз законом. Вранці наступного дня Стенлі починає шукати спосіб, як уникнути наслідків поспішного рішення.

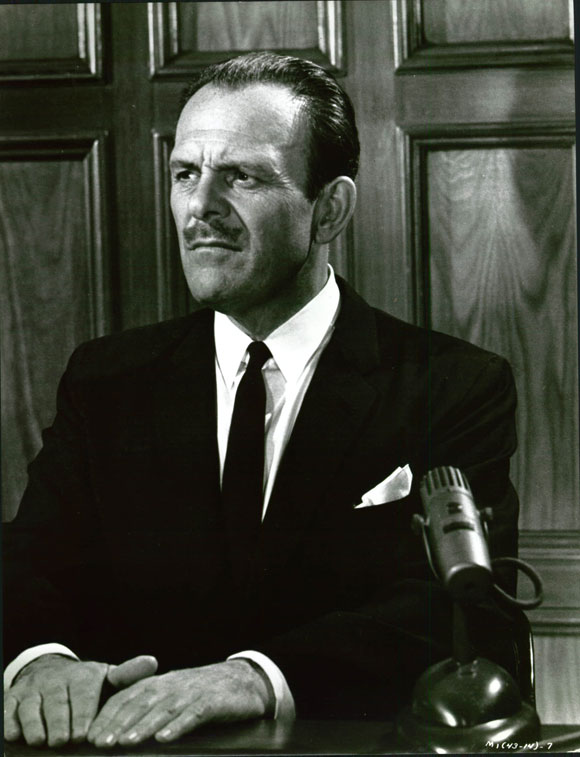
Террі-Томас у фільмі

## Ролі виконують
- Джек Леммон — Стенлі Форд
- Вірна Лізі — пані Форд
- Террі-Томас[en] — Чарльз Фірбенк
- Едді Мейгофф[en] — Гарольд Лемпсон
- Клер Тревор — Една Лемпсон
- Мері Вікс[en] — секретарка Гарольда
- Джек Альбертсон — лікар Бентлі
- Сідні Блекмер — суддя Блекстон

## Навколо фільму

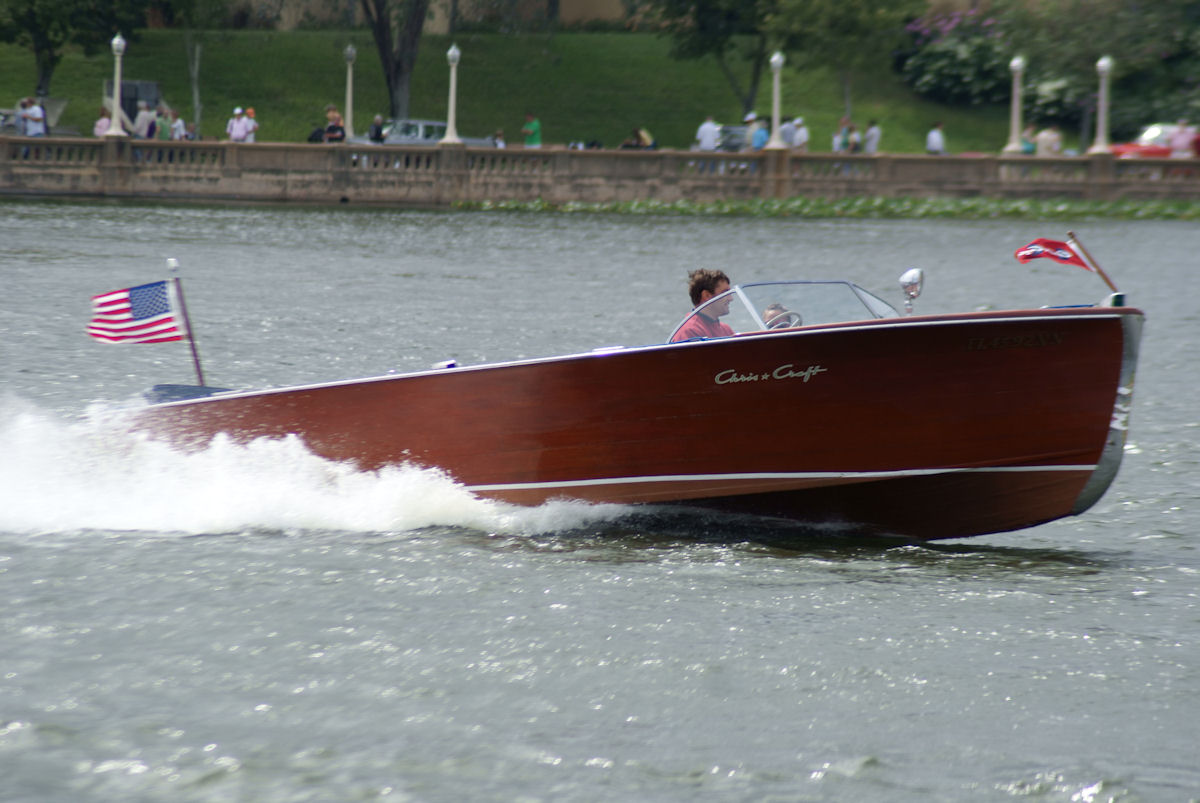
Човен фірми «Кріс-Крафт»

- Коли фільм демонструвався в Італії, то пані Форд (Вірна Лізі) була не італійкою, а грекинею.
- Коли під час дачі показань Гарольда як свідка, його запитують, що він зробив би з усіма своїми грошима, якщо би був самотнім, він відповідає: «Можливо, я хотів би невеликого Кріс-Крафта[en]», тобто човна.

## Нагороди
- 1965 Премія «Лаврова нагорода»[en] (Laurel Awards, США):
  - Золота лаврова нагорода за найкращу чоловічу комедійну роль (Golden Laurel Comedy Performance, Male) — Джек Леммон